# Résolution 1701 du Conseil de sécurité des Nations unies
Membres permanents
- Chine
- États-Unis
- France
- Royaume-Uni
- Russie

Membres non permanents
- Argentine
- Congo
- Danemark
- Ghana
- Grèce
- Japon
- Pérou
- Qatar
- Slovaquie
- Tanzanie

Résolution no 1700 Résolution no 1702
La résolution 1701 du conseil de sécurité des Nations unies est une résolution adoptée le 11 août 2006 à l'unanimité des membres du conseil. Elle vise à mettre fin au conflit israélo-libanais de 2006.
La résolution appelle à une cessation complète des hostilités entre Israël et le Hezbollah. Elle préconise le retrait des forces israéliennes du Liban, qui seraient remplacées par les forces libanaises et celles de la FINUL déployées dans le sud du Liban. La résolution exige également le désarmement de tous les groupes armés, y compris le Hezbollah. Elle souligne la nécessité pour le Liban d'exercer un contrôle gouvernemental plein et entier et appelle à des efforts accrus pour obtenir la libération inconditionnelle des soldats israéliens enlevés,,.
Pour faire respecter cette résolution, une présence militaire importante a été établie, comprenant 11 000 soldats de la FINUL et 15 000 soldats des Forces armées libanaises qui patrouillent dans la zone frontalière. Malgré ces mesures, le Hezbollah continue d'exercer une influence politique et militaire considérable dans la région, maintenant une présence à la fois omniprésente et insaisissable. Le déploiement de la FINUL, initialement en 2000 dans le cadre de la résolution 425 et renforcé après 2006, ainsi que le déploiement tardif de l'armée libanaise à la frontière, soulignent les efforts continus pour faire respecter la résolution 1701. En conséquence, le Sud-Liban reste l'une des zones les plus densément militarisées au monde, reflétant les défis et tensions persistants dans la région.
Le gouvernement libanais, qui inclut deux membres du Hezbollah, a approuvé la résolution le 12 août 2006 à l'unanimité. Le même jour, le leader du Hezbollah Hassan Nasrallah a appelé ses miliciens à respecter le cessez-le-feu.
Le 13 août 2006, le gouvernement israélien a approuvé la résolution avec 24 voix contre 0 et une abstention.
Le cessez-le-feu était fixé au 14 août 2006 à 8 h du matin, heure locale.

## Contexte
La résolution a été établie à partir d'un document préparé par la France et les États-Unis. Le document initial appelait à l'arrêt total des hostilités entre Israël et le Hezbollah, mais ce projet fut sévèrement critiqué par le Liban et la Ligue arabe pour ne pas appeler à un retrait immédiat de Tsahal et pour autoriser Israël à poursuivre ses opérations contre le Hezbollah.
Le Liban reçut le soutien de la Ligue Arabe pour inclure dans le projet des extraits du plan Siniora présenté par le gouvernement libanais le 27 juillet 2006. Une délégation de la Ligue arabe se rendit à New York le 8 août 2006 et rencontra différents membres de l'ONU ainsi que la France et les États-Unis.
Le projet fut donc modifié, les principales différences étant que les 15 000 soldats de l'armée libanaise doivent avoir un rôle plus central et être encadré par la FINUL renforcée dans ses effectifs (de 2 000 soldats aujourd'hui à 1 000 soldats). Ceci doit leur permettre d'appliquer les résolutions 1559, 1680 exigeant le désarmement du Hezbollah, l'aide de la Syrie pour y parvenir et la fin du conflit frontalier des fermes de Chebaa.
La résolution affirme clairement que le Liban décide quand il souhaite l'aide de la FINUL. La résolution appelle au retrait des forces israéliennes parallèlement au déploiement de l'armée libanaise et de la FINUL.
Contrairement à la résolution 1559 de 2004, cette résolution ne fait pas du désarmement du Hezbollah un prérequis au cessez-le-feu, mais rappelle que la résolution 1559 doit être appliquée.

## Contenu de la résolution
- cessation totale des hostilités
- retrait de toutes les forces israéliennes du Liban et déploiement en parallèle de l'armée libanaise et de la FINUL
- application des précédentes résolutions 1559, 1680 et de l'accord de Taëf appelant au désarmement du Hezbollah
- extension de l'autorité du gouvernement libanais à tout son territoire
- aucune force paramilitaire, y compris le Hezbollah, ne doit se trouver au sud de la rivière Litani

## Postérité
Israël demande l’application réelle de la résolution 1701 du conseil de sécurité de l’ONU, imposant notamment que le Hezbollah se retire au nord du fleuve Litani. En 2023, l’État hébreu multiplie les frappes sur le sud du Liban, faisant ainsi pression pour l’application de cette résolution.

## Texte
- Résolution 1701 Sur fr.wikisource.org
- Résolution 1701 Sur en.wikisource.org